# Пам'ятний знак репресованим кобзарям, бандуристам, лірникам

Пам'ятний знак репресованим кобзарям, бандуристам, лірникам було відкрито в саду ім. Т. Г. Шевченка біля театру опери та балету у Харкові 14 жовтня 1997 року. Автори пам'ятного знака — скульптори Валерій Бондар, Василь Семенюк, Олекса Шауліс і архітектор Олекса Морус.

## Історія
Цей знак встановлено на вшанування пам'яті кобзарям, бандуристам, лірникам, що були знищені радянською владою переважно у 1930-х роках. Кількість жертв за різними підрахунками становить від 43 до 337 музикантів. Пам'ятний знак зроблено у вигляді гранітного моноліту, на якому висічені знівечена кобза та слова: «Пам'яті репресованих кобзарів».
Пам'ятник споруджено на пожертви громадян з ініціативи Спілки Української Молоді (СУМ) Харківщини. Відкриття пам'ятника репресованим кобзарям було приурочено до проведення у Харкові І Всеукраїнського огляду автентичного виконавства на традиційних кобзарських інструментах, присвяченого 95-й річниці історичного виступу зібраних Г.Хоткевичем кобзарів, лірників і народних музик на ХІІ Археологічному з'їзді у Харкові та 120-річчю від дня народження Гната Хоткевича — засновника харківської школи бандури.
У ніч з 1 на 2 грудня 2015 року невідомі вандали відірвали від пам'ятної брили центральний елемент композиції — виготовлену з бронзи розбиту бандуру.
За дорученням міського голови реконструкцією монумента займеться харківський скульптор Олександр Рідний. Нова бандура буде виготовлена не з бронзи, а з «антивандального» матеріалу, аби надалі такі випадки не повторювалися.. Згодом відновлені елементи були встановлені.[джерело?]